# Laurent Outang
Laurent Outang (Dr. Vulter en VO) est un personnage de fiction de l'univers de Mickey Mouse créé en 1935 par Ted Osborne et Floyd Gottfredson pour les studios Disney.
Ce grand singe savant fou apparaît pour la première fois dans Mickey chez les pirates (The Pirate Submarine), publié en comic strips hebdomadaires du 30 septembre 1935 au 4 janvier 1936.
À la tête d'une petite armée privée, il utilise un sous-marin futuriste qui lui sert à voler des navires de guerre afin de renforcer ses moyens militaires pour mener à bien ses plans de conquête du monde. Le nom germanique de Vulter, son uniforme militaire et son monocle, ainsi que ses plans de domination mondiale, font manifestement référence à l'Allemagne nazie. Le personnage a également des points communs avec le Capitaine Nemo de Jules Verne.
Après sa défaite, Laurent Outang disparaît des histoires américaines. À partir de 1959, il est à nouveau employé, de manière occasionnelle, par les auteurs italiens de bandes dessinées Disney.
Dans certaines traductions françaises des bandes dessinées italiennes, il est nommé Le Pirate Orange ou Orango le Pirate, une traduction erronée de son nom italien Pirata Orango qui signifie "pirate orang-outang".